# Soldatkyrkan
Soldatkyrkan, kapell som ligger utmed Kungsbäcksvägen centralt i Gävle. Kapellet ägs av stiftelsen Sällskapet Hälsinge regemente och ligger inom Gävle Heliga Trefaldighets församling.

## Kyrkobyggnaden
Soldatkyrkan uppfördes som flygelbyggnad till Soldathemmet och invigdes 1916 av ärkebiskop Nathan Söderblom.
Kyrkan nyttjas för kyrkliga förrättningar såsom vigsel, dop och begravning. Vägg i vägg med kapellet ligger Soldathemmet där man kan ha dopkaffe eller bröllopfest.
Strax väster om kapellet vid andra sidan vägen finns en fristående klockstapel uppförd 1915. Klockstapeln är en förminskad kopia av stapeln vid Ljusdals kyrka. I stapeln hänger två kyrkklockor.

## Inventarier
- Vid kyrkorummets norra vägg står en predikstol som tillkom 1918. Predikstolen är tillverkad i regementets egen verkstad.
- Orgeln med elva stämmor är samtida med kyrkan och byggd av Åkerman & Lund Orgelbyggeri. Tillhörande orgelfasad är ritad av arkitekt Fredrik Falkenberg.
- Vid södra sidan står en dopfunt från 1920.